# Myriam Moscona
Myriam Moscona Yosifova (מירים מוסקונה יוסיפובה) (Ciudad de México, México, 11 de marzo de 1955) es una periodista, novelista y poeta mexicana en español y en ladino de origen búlgaro sefardí, ganadora del Premio Xavier Villaurrutia 2012. Su poesía en ladino elude los temas frecuentados de la lírica judeo-española y se concentra en una propuesta más contemporánea.

## Trayectoria
Myriam Moscona es hija de judíos sefardíes nacidos en Bulgaria que emigraron a México en 1951, huyendo de la devastación producida por la Segunda Guerra Mundial. A pesar de su desconocimiento del castellano, decidieron trasladarse a México porque su padre "tenía un primo que había venido mucho antes de la guerra a hacer la América". En el trayecto, "el avión tuvo que detenerse en las Bahamas para que mi madre diera a luz a mi hermano mayor", ha relatado Moscona. Sus padres hablaban búlgaro entre ellos y sus abuelas, ladino, por lo que su madre y ella aprendieron el español juntas; "yo no fui arrullada en español", explica ella misma.
Incluida en más de cuarenta antologías de México y otros países, su poesía se ha traducido al inglés, portugués, francés, italiano, búlgaro, ruso, alemán, hebreo, sueco, neerlandés y árabe. Una colección de su poesía visual forma parte de los archivos especiales de la Universidad de California en Irvine.
Ha tenido a su cargo diversas columnas periodísticas, tanto en diarios como en revistas especializadas. Fue conductora del noticiario cultural de la televisión pública mexicana Nueve Treinta  (Canal 22) y encargada del programa de radio del Instituto Nacional de Bellas Artes. Asimismo, es integrante del Sistema Nacional de Creadores de México.
Negro marfil, publicado y reeditado en México, se dio a conocer en Estados Unidos en forma bilingüe por Les Figues Press (2011), una editorial independiente de Los Ángeles, California, y su versión inglesa, Ivory Black, recibió en 2012 el premio Harold Landon Morton, que otorga la Academia de Poetas Norteamericanos por la traducción hecha por Jen Hofer. El acta, firmada por Pierre Joris, consigna: "Negro marfil, el libro de Myriam Moscona, es un arreglo rizomático de poemas maravillosamente orquestado o, para citar el libro, 'un eco en sus porciones'. […] Derivado de una primera 'traducción' a palabras de las imágenes en tinta china y collages de la propia autora, el poemario ha sido traducido de forma impecable al inglés por Jen Hofer, quien también ofrece un excelente ensayo sobre esta obra y su traducción". 
Myriam Moscona ha sido distinguida en México tanto por su poesía (Premio Nacional de Poesía Aguascalientes 1988) como por su narrativa (Premio Xavier Villaurrutia 2012).
Su novela Tela de sevoya, con fragmentos en judeoespañol o ladino, la escribió en parte gracias a una beca que recibió de la Fundación Solomon R. Guggenheim, con la cual financió un viaje a Bulgaria para poder conocer la casa donde vivieron sus padres y entrevistarse con los últimos hablantes de ladino que se reúnen los martes en un club. Poco a poco han ido desapareciendo.

## Obras

### Poesía
- Último jardín, El Tucán de Virginia, Ciudad de México, 1983
- Las visitantes, Joaquín Mortiz, Ciudad México, 1989
- Las preguntas de Natalia, infantil, Consejo Nacional para la Cultura y las Artes / Centro de Información y Desarrollo de la Comunicación y la Literatura Infantiles, 1993
- El árbol de los nombres, Secretaría de Cultura de Jalisco / Cuarto Menguante, Guadalajara, 1992
- Vísperas, Fondo de Cultura Económica, Ciudad de México, 1996
- Negro marfil, Universidad Autónoma Metropolitana / Dirección de Difusión Cultural de la Universidad Autónoma Metropolitana / Oak Ediciones, México, 2000 (Universidad del Claustro de Sor Juana, 2006)
- En la superficie azul, Editorial Universidad de Costa Rica, San José2008
- El que nada, Ediciones Era / Consejo Nacional para la Cultura y las Artes, Ciudad de México, 2006
- De par en par, poemas visuales, Consejo Nacional para la Cultura y las Artes / Bonobos / Fondo Nacional para la Cultura y las Artes, México, 2009
- Ansina, en judeoespañol, Vaso Roto Ediciones, Madrid, 2015
- México 20. La nouvelle poésie mexicaine, compilación de poemas de diversos autores mexicanos, conjuntamente con Jorge Esquinca y Tedi López Mills; Secretaría de Cultura, 2016.[6]
- "La muerte de la lengua inglesa", Almadía, (México) 2020

"Signo de León" cartas de amor de Salvatore Quasimodo. Traducción de Guadalupe Alonso y Myriam Moscona. anDante, 2022
'León de Lidia', novela. Tusquets, Planeta, 2022

### Novela
- "Tela de sevoya" (Lumen, Méx, 2012), Lumen (Argentina, 2013), "Tela de sevoya" Ed. Acantilado (Barcelona, 2014), "Onion Cloth" ,translated by Antena, Les Figues Press (Los Angeles, Calif, 2017), Tela di cipolla, traduzione e cura di Alessia Cassani e Ana María González Luna. Guida editori (Napoli,2021)
- León de Lidia" `(Planeta, Tusquets), (México) 2022

### Otros
- «La paradoja de promesas y exilios», ensayo en la revista literaria Noaj 6.7-8, 1992, pp. 31-33
- De frente y de perfil. Semblanzas de poetas, con fotografías de Rogelio Cuéllar; Departamento del Distrito Federal, Ciudad de México, 1994
- Tela de sevoya, novela en judeoespañol, Editorial Acantilado, Barcelona, 2012
- Por mi boka, textos de la diáspora sefardí, en judeoespañol; compilación y ensayos de Myriam Moscona y Jacobo Sefamí; Lumen, 2013

## Premios y reconocimientos
- Premio de Poesía  Aguascalientes 1989 por Las visitantes
- Premio Instituto Cultural México-Israel 2000
- Beca Guggenheim (2006)
- Premio Xavier Villaurrutia de escritores para escritores 2012 por Tela de sevoya[7]
- Landom Morton Award que otorga la Academia de Poetas Estadounidenses por la traducción de Jen Hofer de "Negro Marfil / Ivory Black". (2012) https://pierrejoris.com/blog/negro-marfil-ivory-black-2/

- Pen International for Poetry in Translation al mejor libro traducido desde cualquier lengua por la ytraducción de Jen Hofer al libro "Negro marfil/Ivory black" (2012)
- Premio Manuel Lewinski por el conjunto de su obra (2017)